# Sternoppia vicina
Sternoppia vicina är en kvalsterart som beskrevs av Balogh och Sandór Mahunka 1980. Sternoppia vicina ingår i släktet Sternoppia och familjen Sternoppiidae. Inga underarter finns listade i Catalogue of Life.